# Паскуале, Илай
Иларио Энрико (Илай) Паскуале (англ. Ilario Enrico "Eli" Pasquale; 24 августа 1960, Садбери, Онтарио — 4 ноября 2019, Виктория, Британская Колумбия) — канадский баскетболист (разыгрывающий защитник) и баскетбольный тренер. Чемпион летней Универсиады 1983 года, пятикратный чемпион Канады среди студентов со сборной Викторианского университета, участник двух Олимпийских игр и четырёх чемпионатов мира, член Зала баскетбольной славы Канады.

## Биография
Иларио Паскуале родился в Садбери (Онтарио) в 1960 году в итальянской семье. Играл в баскетбол за сборную местной школы Локерби и на занятиях еженедельной баскетбольной секции в Лаврентийском университете познакомился с Кеном Шилдсом — тренером сборной Викторианского университета. По окончании школы Паскуале поступил в Викторианский университет, чтобы продолжать играть под руководством Шилдса.
В составе сборной Викторианского университета, известной как «Викинги», Паскуале пять раз подряд выигрывал студенческий чемпионат Канады. Он установил новый рекорд сборной по количеству набранных очков, с тех пор никем не побитый, и номер 13, под которым он играл, был навечно закреплён за ним. В 1979 году он представлял сборную Канады на юношеском чемпионате мира, а в 1982 году уже участвовал со взрослой сборной в чемпионате мира в Колумбии, где канадцы заняли четвёртое место. В 1983 году Паскуале с канадской командой стал победителем летней Универсиады. В полуфинале турнира Универсиады канадцы победили команду США, за которую играли Чарльз Баркли и Карл Мэлоун, а в финале переиграли сборную Югославии c Драженом Петровичем.
На Олимпийских играх 1984 года Паскуале и канадская сборная, как и за два года до этого, заняли четвёртое место. В этом же году Паскуале был выбран на драфте НБА под общим 106-м номером клубом «Сиэтл Суперсоникс». С этим клубом, однако, он провёл лишь три показательные игры, поскольку «Суперсоникс» предпочли на позиции разыгрывающего защитника ветерана Джеральда Хендерсона. На следующий год Паскуале участвовал в тренировочном лагере «Чикаго Буллз», но ему предпочли Джона Пакссона.
Не попав в НБА, Паскуале играл за команду Сиэтла в соревнованиях Союза спортсменов-любителей, а также в летней профессиональной лиге Лос-Анджелеса. Позже канадец выступал за профессиональные клубы в Аргентине (1986), ФРГ (1989) и Швейцарии (1990). В составе национальной сборной Паскуале участвовал в чемпионате мира 1986 года и Олимпийских играх 1988 года (соответственно 8-е и 6-е место). Он также должен был участвовать в американском отборе к Олимпиаде 1992 года, но сломал ногу, и сборная не попала в число участников олимпийского турнира. В 1997 году, в 37 лет и после пятилетнего перерыва, Паскуале вернулся в сборную, сыграл за неё в чемпионате Америки и помог ей отобраться на чемпионат мира 1998 года.
В 1986 году была основана Eli Pasquale Group, работавшая со средними школами и культурными центрами Виктории и пригородов. Паскуале также основал баскетбольную академию, в рамках которой действовали учебные программы для детей и подростков начиная с шестого класса. Среди его учеников был будущий игрок НБА Стив Нэш. Паскуале скончался осенью 2019 года в возрасте 59 лет от рака пищевода, оставив после себя жену Карен и двоих сыновей.
Имя Илая Паскуале включено в списки Зала баскетбольной славы Канады (с 2003 года), Зала баскетбольной славы Британской Колумбии (2004), Зала спортивной славы Викторианского университета (2005), Зала спортивной славы Садбери (2008) и Зала спортивной славы Виктории (2014).

## Статистика выступлений за сборную Канады
| ЧМ 1982                                                                                 | 8  |     |       |      |       |      |      |      | 12/16 | 75,0 |   |    |    |    |    |    |   | 8  | 32  | 3,7  |
| ОИ 1984                                                                                 | 8  | 212 | 22/54 | 40,7 | 22/54 | 40,7 |      |      | 19/31 | 61,3 | 0 | 25 | 25 | 29 | 13 | 7  | 0 | 18 | 65  | 8,1  |
| ЧМ 1986                                                                                 | 10 |     |       |      |       |      |      |      | 20/26 | 76,9 |   |    |    |    |    |    |   | 29 | 111 | 11,1 |
| ОИ 1988                                                                                 | 8  | 262 | 18/43 | 41,9 | 9/24  | 37,5 | 9/19 | 47,4 | 19/27 | 70,4 | 3 | 14 | 17 | 24 | 14 | 11 | 0 | 16 | 76  | 9,5  |
| ЧМ 1990                                                                                 | 8  |     |       |      |       |      |      |      | 17/21 | 81,0 |   |    |    |    |    |    |   | 13 | 75  | 9,4  |
| Наведите курсор мыши на аббревиатуры в заголовке таблицы, чтобы прочесть их расшифровку |    |     |       |      |       |      |      |      |       |      |   |    |    |    |    |    |   |    |     |      |